# ゲティスバーグのシクロラマ
『ゲティスバーグのシクロラマ』（げてぃすばーぐのしくろらま、フランス語: Le Gettysburg Cyclorama）は、1882年 - 1883年、フランスの画家、ポール・ドミニク・フィリッポトーによる油彩画。
これは南北戦争における1863年7月3日のゲティスバーグの戦いで、アメリカ連合国陸軍が北軍に対して行なったピケットの突撃場面を描いたシクロラマによる作品である。

## 概要
これはフランスの画家であるポール・ドミニク・フィリッポトーによる作品で、ゲティスバーグの戦いのクライマックスとなった歩兵による攻撃、ピケットの突撃を描いている。この絵は「シクロラマ」、360°の円筒形の絵である。ここで意図されたものは多くの場合、前景のモデルと等身大のレプリカを追加して錯視させることで、描写されている場面に鑑賞者を没入させることにある。描かれている場面の中にはセメタリー・リッジとアングル、連合国の最高水準点が含まれる。
完成したオリジナルの絵は高さが22フィート（6.7m）、円周が279フィート（85m）であった。ボストンでの展示用に作成されたものを2005年に復元した版で、現在ゲティスバーグに吊り下げられた版は高さが42フィート（13m）、円周が377フィート（115m）である。

## 部分図

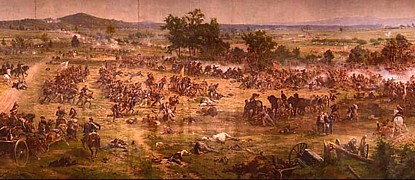
ピケットの突撃、セメタリ―・リッジ
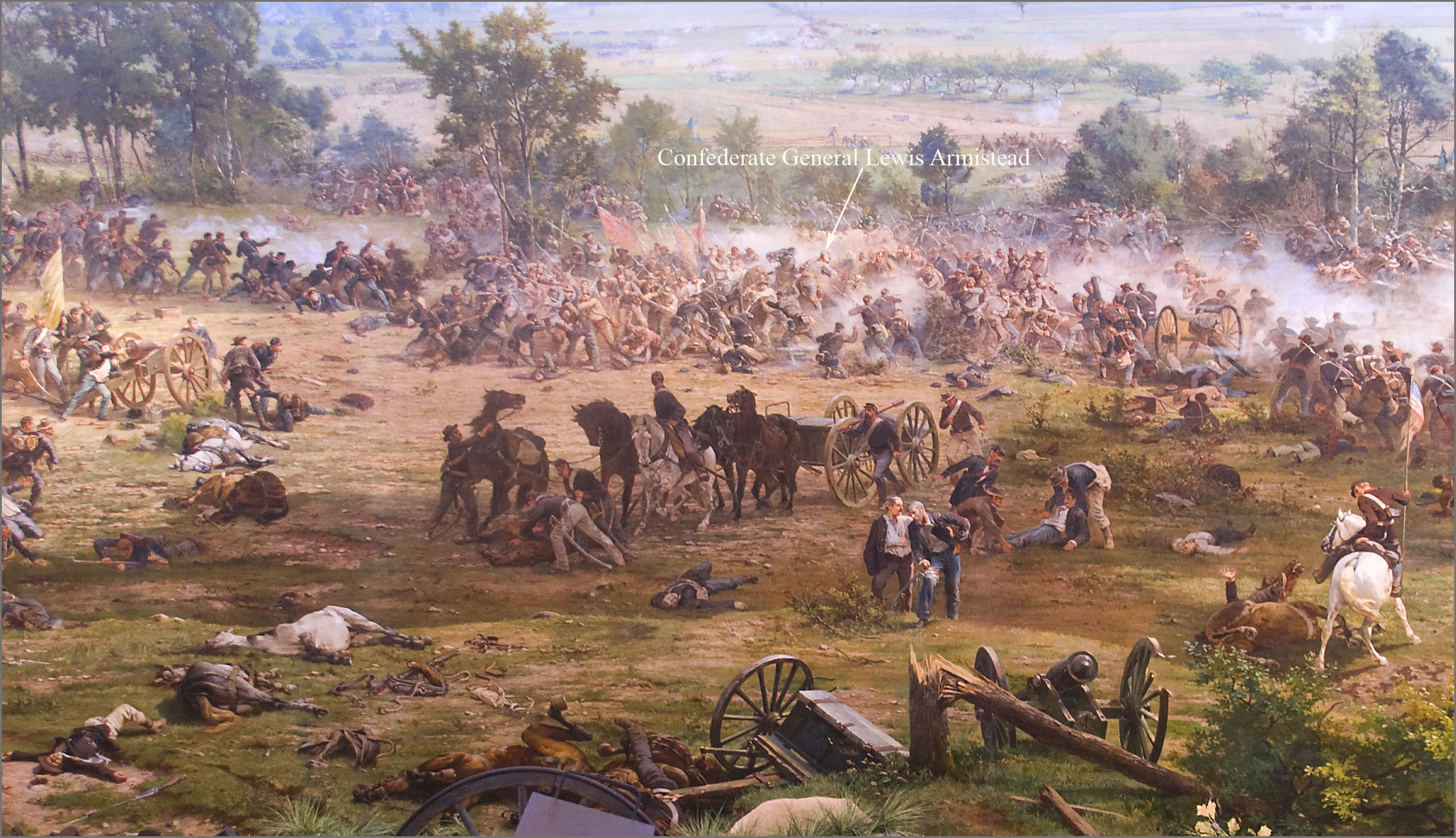
アングルでのルイス・アーミステッド将軍 (実際は馬ではなく徒歩で行動した)
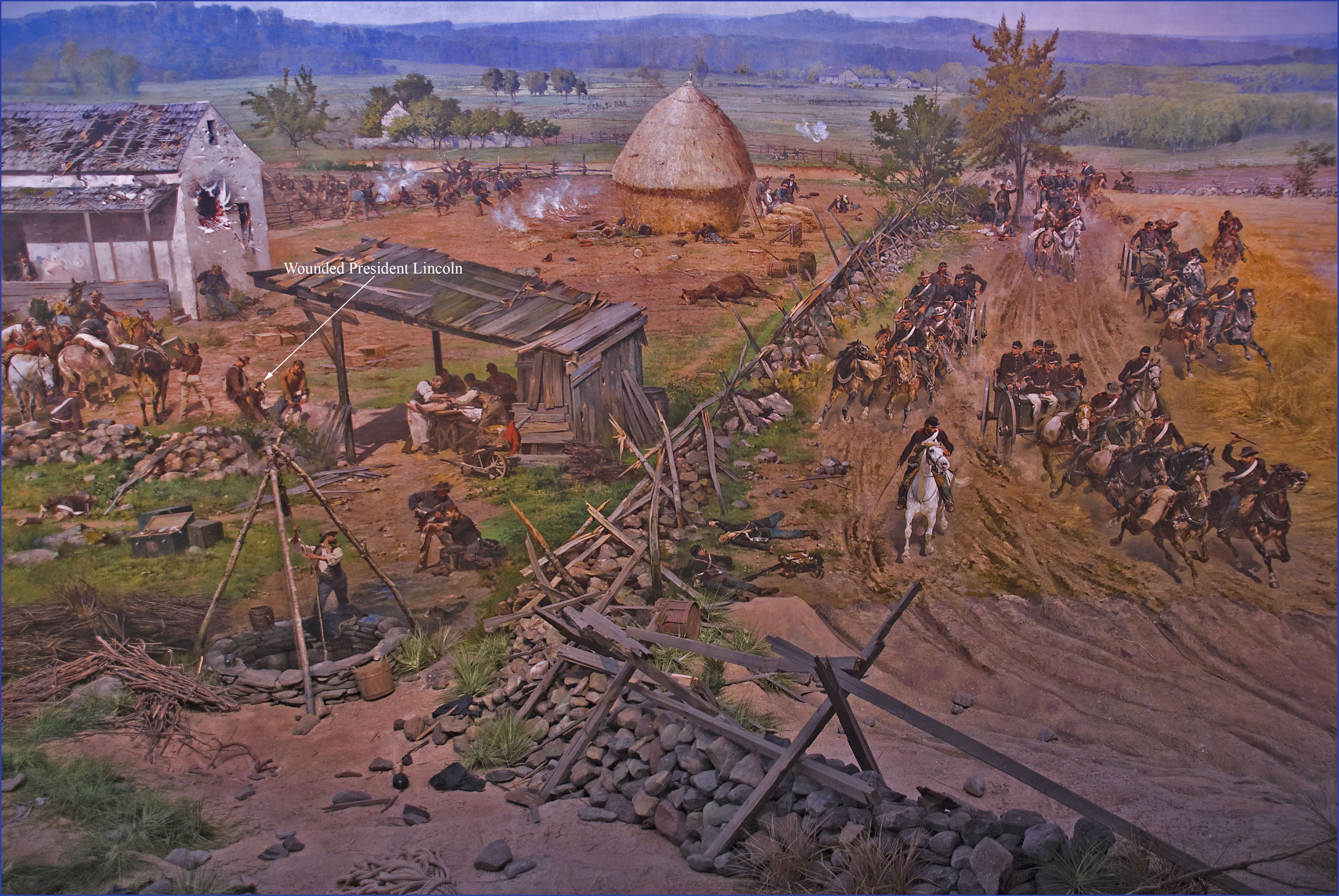
負傷したリンカーン大統領

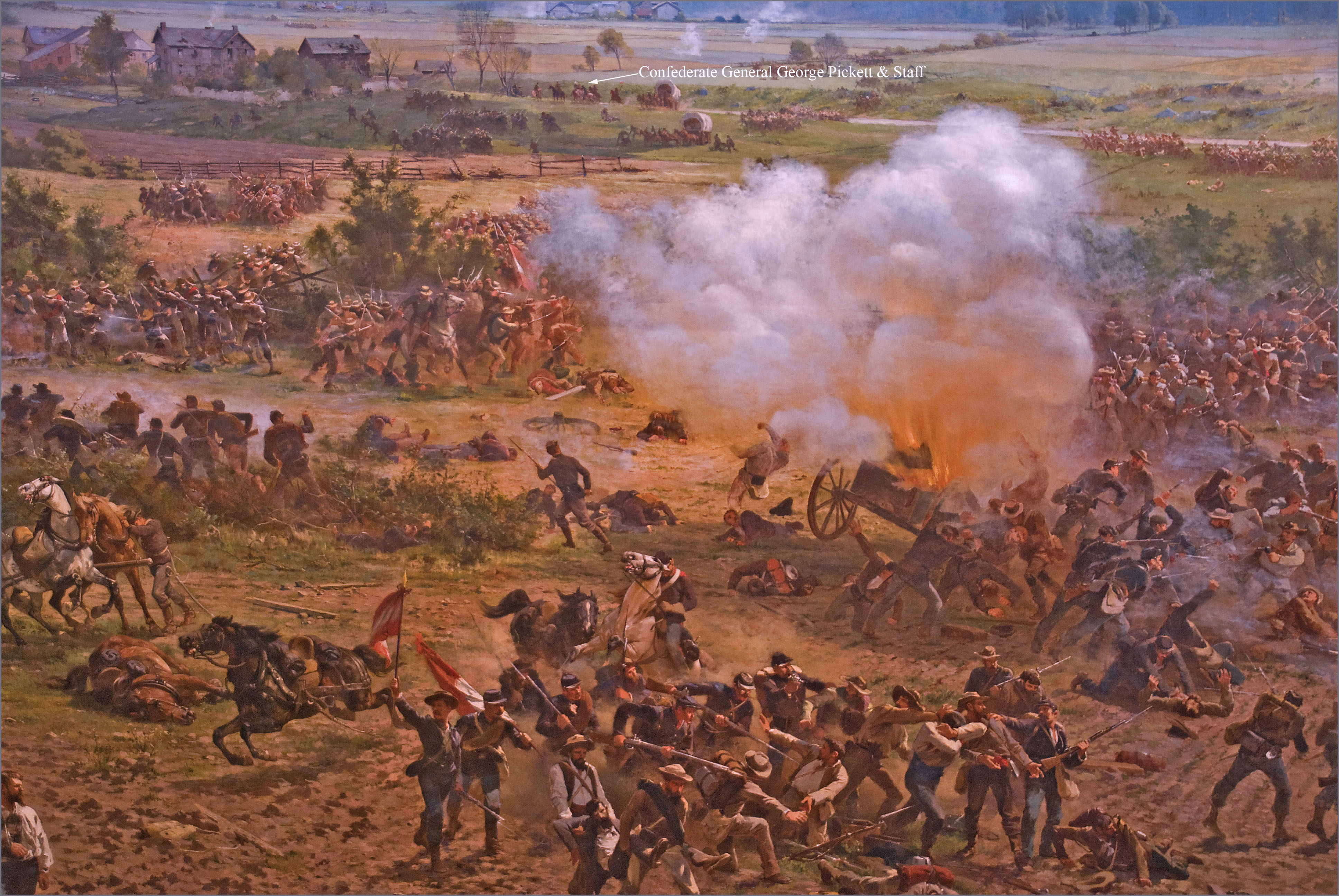
ケーソンの爆発
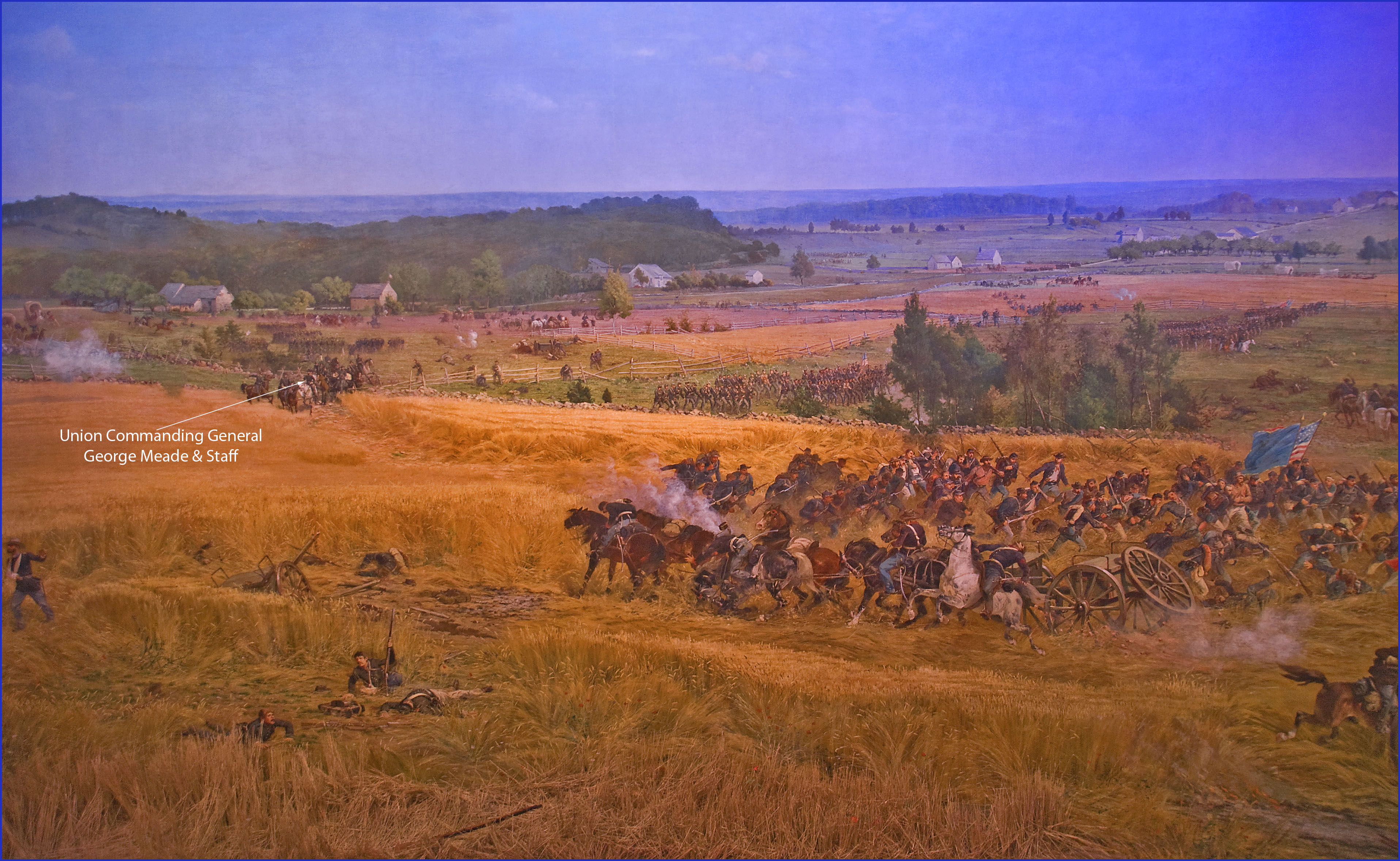
ジョージ・ミード将軍と部下がセメタリー・リッジに進む
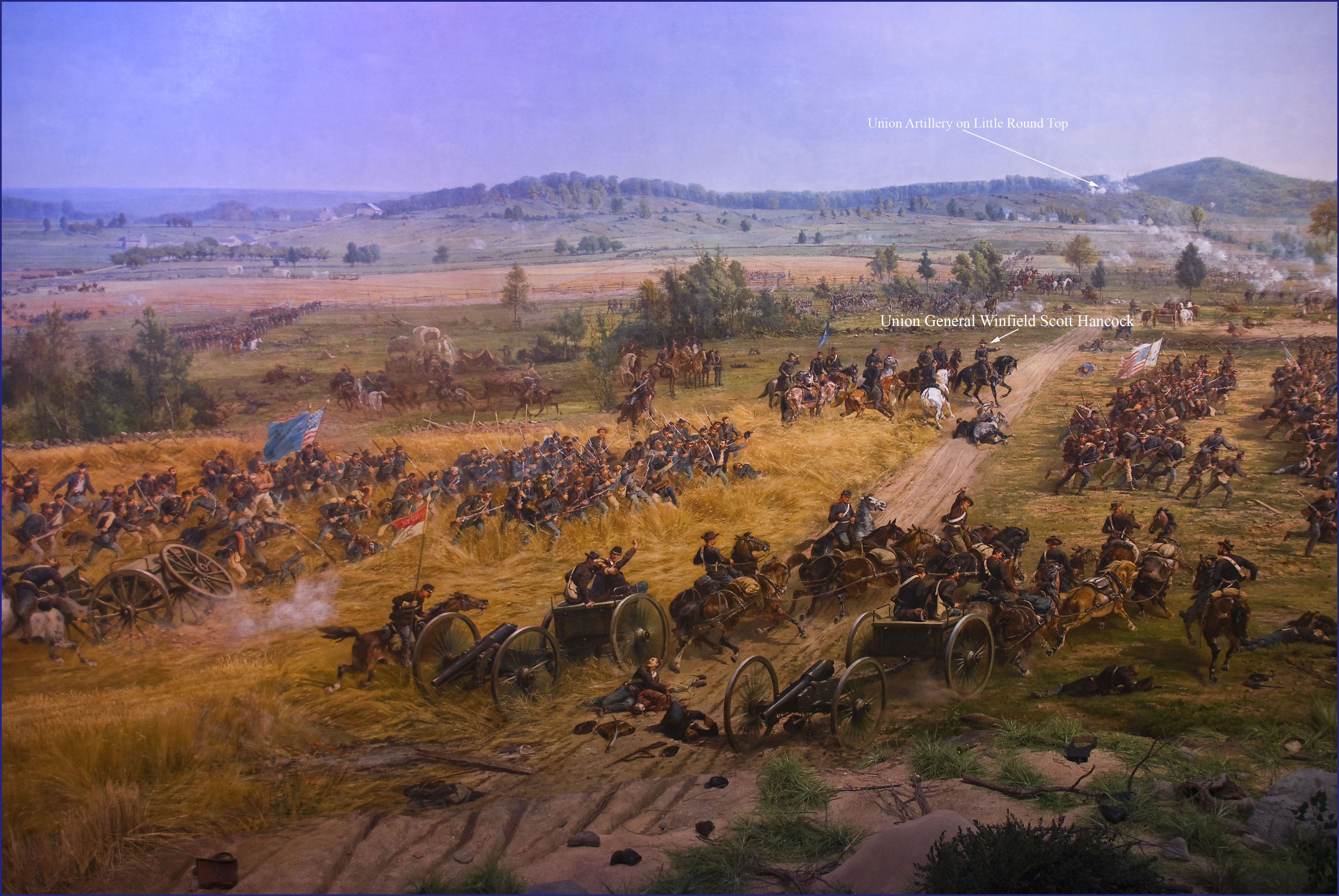
ウィンフィールド・スコット・ハンコック将軍

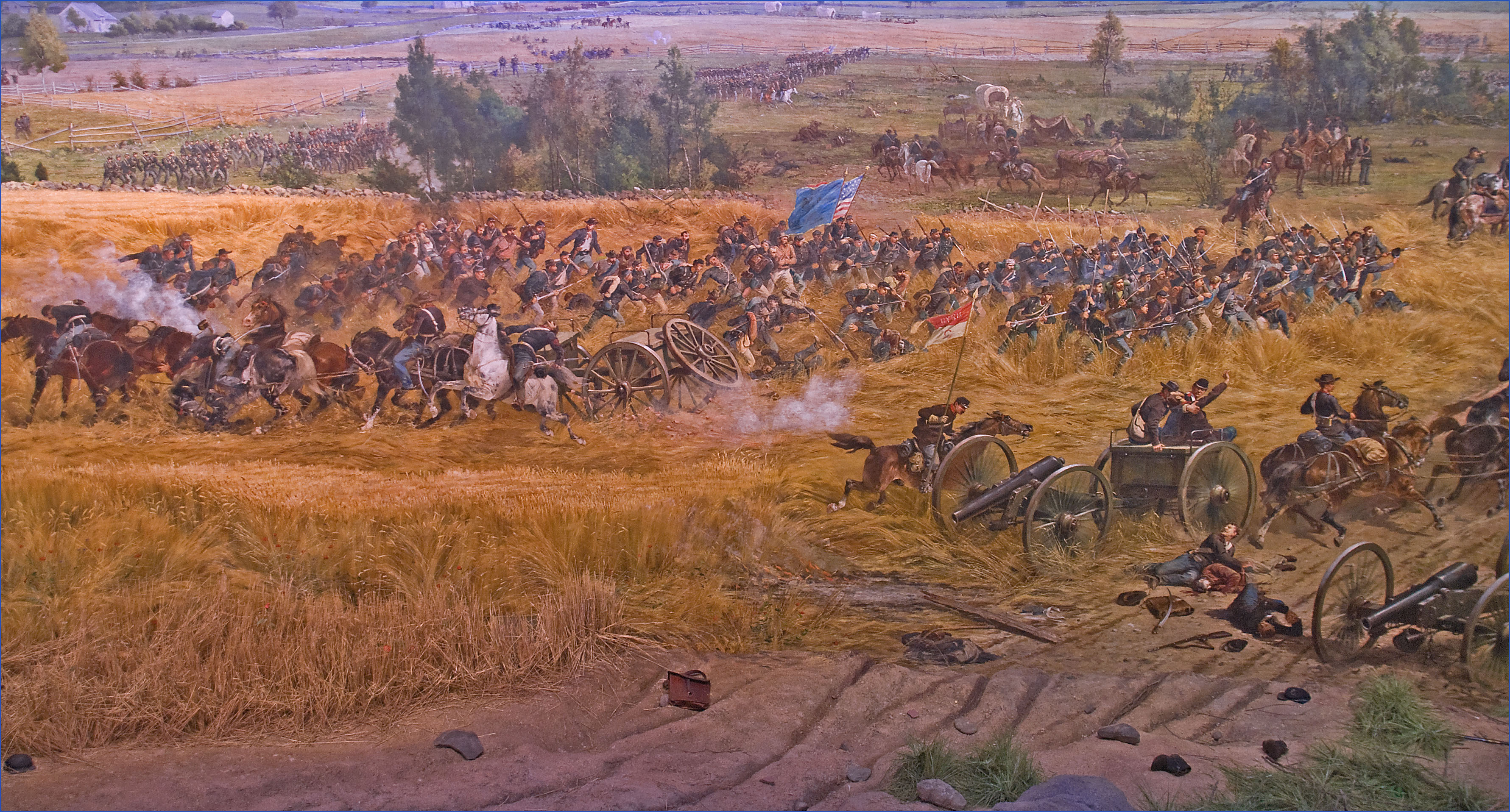
アングルに向かって前進する連合軍の歩兵と砲兵
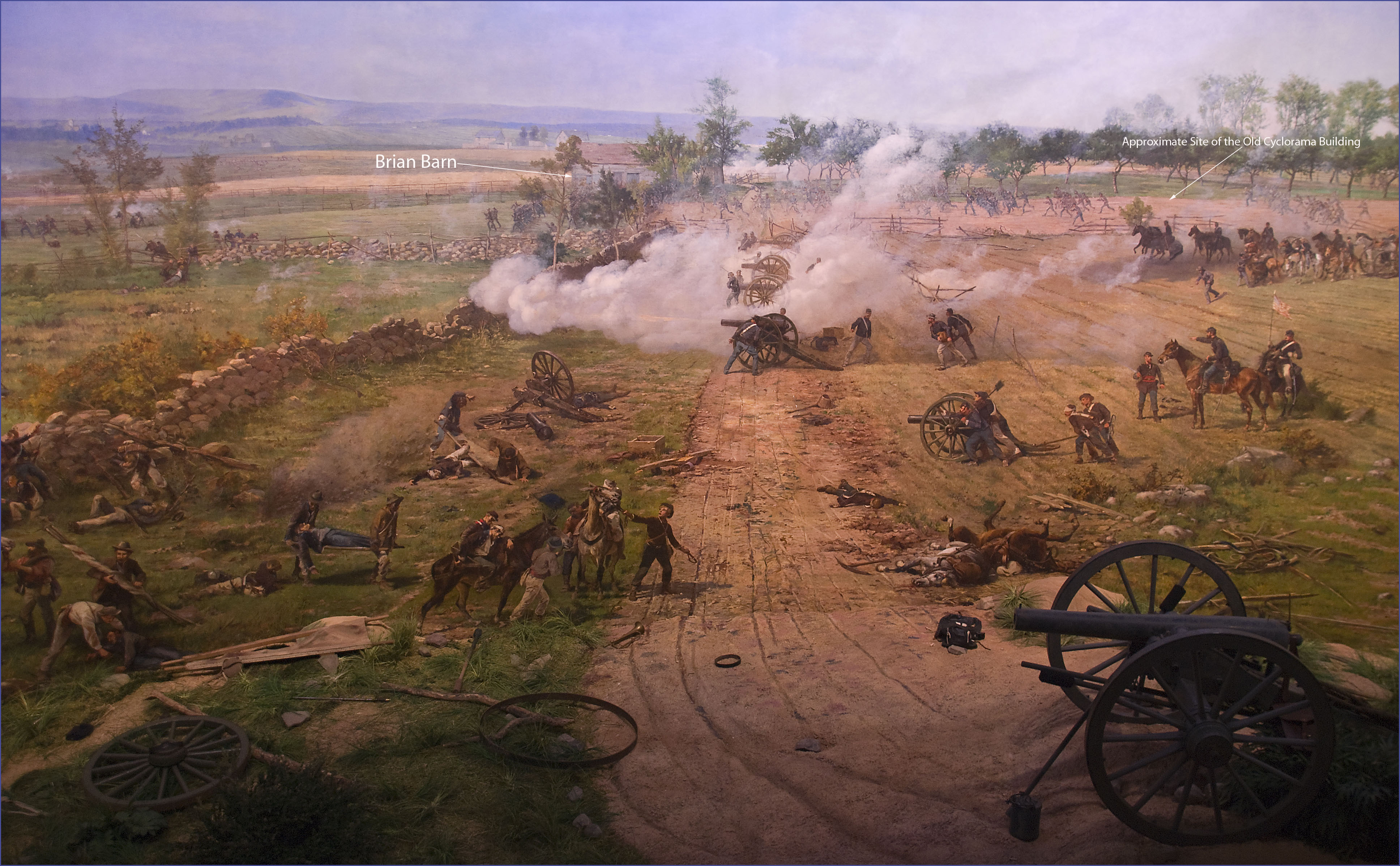
セメタリー・リッジの連合戦線
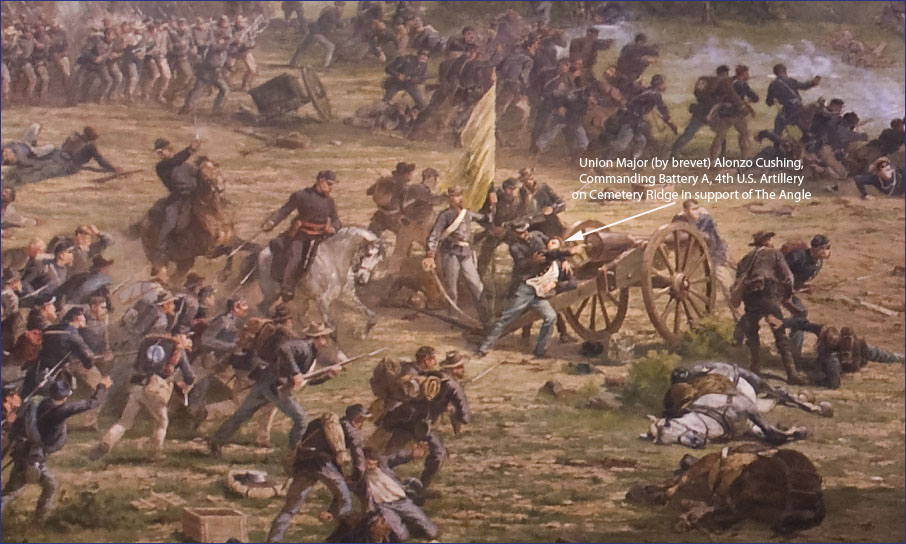
アングルでのアロンソ・カッシング少佐

## 制作

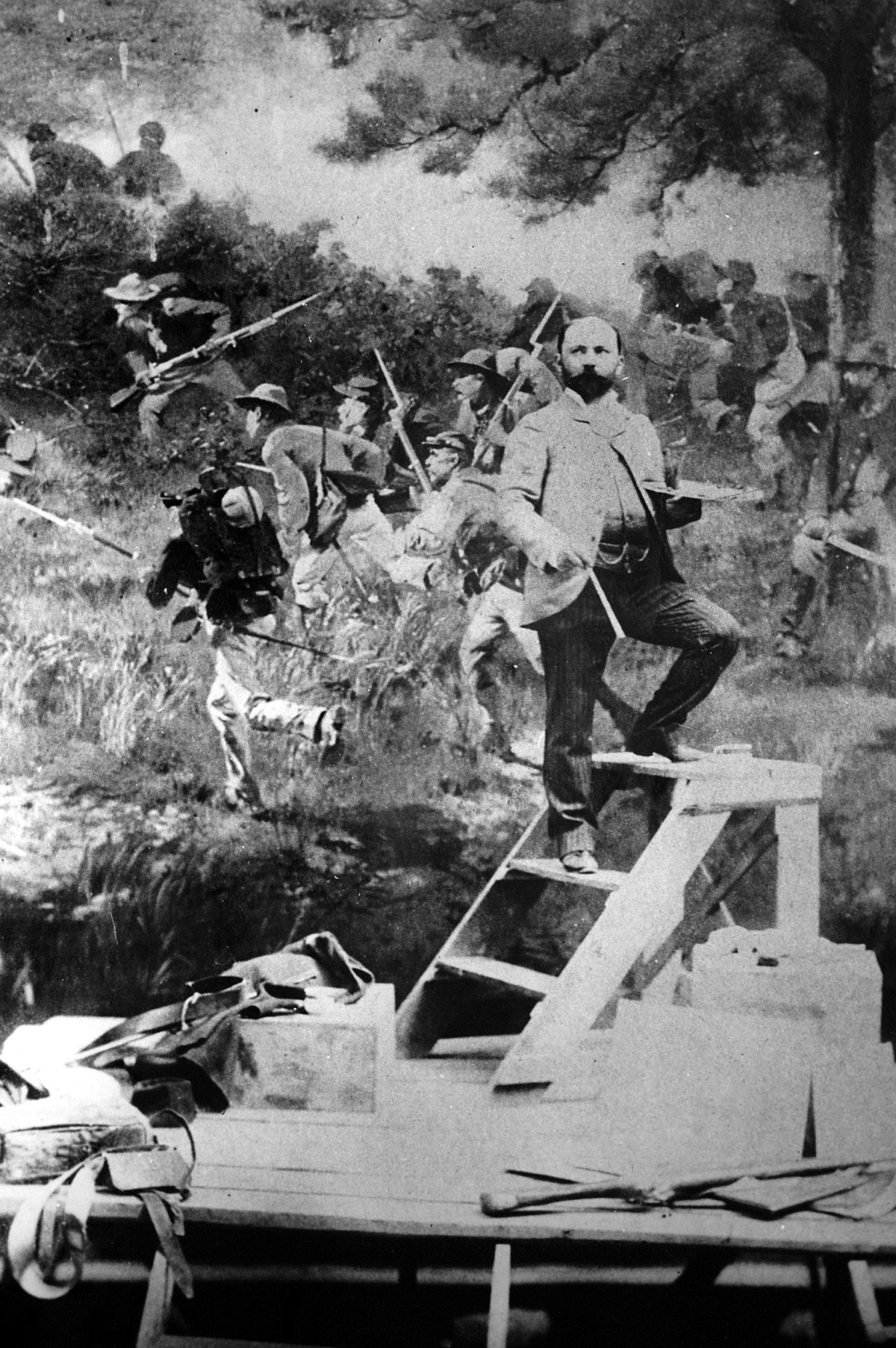
制作中のポール・フィリッポトー。右端の樹木の前で剣を構える将校は署名代わりに描かれたフィリッポトー自身。

ポール・フィリッポトーはシクロラマに興味を抱き、父親のアンリ・フェリックス・エマニュエル・フィリッポトーと協力して、1871年に「ディシーの戦い」を描いた。その他の成功した作品には「露土戦争」、「バルカンの通過」「1830年のベルギー独立革命」「公園での攻撃」「カルスの戦い」「テレル・ケビールの戦い」「最後の出撃」などがある。
彼は1879年にシカゴの投資家グループからゲティスバーグの戦いのシクロラマ制作を依頼された。彼は1882年4月にゲティスバーグの戦いが行なわれた現場で数週間を過ごし、スケッチと写真を撮り、数か月にわたって戦闘とそこで起きた出来事を広範囲にわたって調査した。
彼は現在のハンコック・アベニューに沿って木製の塔を建て、その周りに直径80フィートの円を描き、地面に杭を打ち込んで10の区画に分割した。地元の写真家であるウィリアム・T・ティプトンは、前景とその背後の土地、地平線に順番に焦点を合わせて、区画ごとに3枚の写真を撮った。写真はつなぎ合わされ、構図の基礎を形作った。
フィリッポトーはまた、連合国軍将軍のウィンフィールド・スコット・ハンコック、アブナー・ダブルデイ、オリバー・O・ハワード、そしてアレクサンダー・S・ウェブを含む生存者にインタビューし、部分的な彼らの回顧に取組んだ。
フィリッポトーは彼の父親を含む5人のチームに、父親の死まで最終的な作品を作成するように依頼し、これは完成するまで1年半以上を要した。完成した絵は100ヤード近くの幅があり、重さは6トンに達した。
展示用に作られた作品には絵画だけでなく石垣、樹木、フェンスなど数多くの工芸品や造形が含まれていた。この絵画の効果は19世紀のIMAXシアターに例えられている。

## アメリカでの展示
※以下、アメリカ国内の施設表示や呼称には英語読みの「サイクロラマ」を使用

### シカゴ版
1879年、チャールズ・ルイス・ウィロビー（Charles Louis Willoughby）とマーシャル・フィールド（Marshall Field）が率い、ジャッジ・トリート（Judge Treat）、ジェファーソン・プリンテイング・カンパニー（Jefferson Printing Company）その他の資本家が支援するナショナル・パノラマ・カンパニーは、ポール・フィリッポトーにゲティスバーグの戦いのサイクロラマ制作を依頼した。
準備は1880年に始まり、1883年までにナショナル・パノラマ・カンパニーはシカゴのゲティスバーグ・サイクロラマ・ヴァージョン（最初の展示場所にちなんで名付けられた）として知られるようになった記念碑的なサイクロラマ絵画を所有していた。この絵画は1883年10月23日にシカゴで一般公開され、高い評価を得た。ピケットの突撃を撃退した北軍の指揮官の一人であるジョン・ギボンは、この絵に好意的な評価を与えた退役軍人だった。これは非常にリアルな絵であり、戦闘に参加した多くの退役軍人がこれを観て涙したと報告された。なお、このシカゴ版は1893年のシカゴ世界博物展にも出展されている。

### WFU版（Wake Forest University）
ウィンストン・セーラムの芸術家である、ジョー・キング（Joe King）は、このシカゴ版を追跡し、のちにウェイクフォレスト大学（Wake Forest University）に寄贈したと信じられていたが、この絵はノースカロライナ州の3人の投資家に売却されたのち、2019年6月に南北戦争復興歴史センターに寄付された。
しかし、「ゲティスバーグのサイクロラマ - キャンバス上の内戦のターニングポイント」の著者であるボードマンとブレンネマンは、このWFUヴァージョンがフィリッポトーの指示の下で制作されたものではないと結論付ける広範にわたる歴史的な研究成果を提示した。それによると、これはオースティンの指導の下で、フィリッポトーの絵を利用し彼のスタジオの多くの芸術家とともに作られたものであるという。さらに、2人はシカゴ版と思われる絵が1894年にオマハで嵐のために破壊されたことを報じる新聞記事を引用し、オースティンが1905年にWFUサイクロラマの制作を指揮したという証拠も示した。

### ボストン版

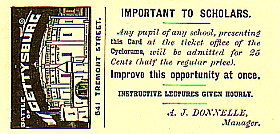
ボストンでの展示会のチケット

シカゴでの展示会は、実業家のチャールズ・L・ウィロビー（Charles L. Willoughby）にボストンでの展示会のためにこの絵のセカンド・ヴァージョンを制作しようという気を起こさせるだけの成功を収めた。結果、このボストン版は1892年までに20万人の観覧者を集めた。ボストン版はトリモント通りに特別に設置されたサイクロラマ・ビルディングに収蔵されておりさらにこの絵のコピーが2点制作された。ひとつは1886年2月にフィラデルフィアで初めて公開され、もうひとつは1886年10月にブルックリンで展示された。
1891年、サイクロラマ・ビルに収蔵されているボストン版は、一時的にフィリッポトーの作品「エルサレムのサイクロラマ」と交換された。1892年には元の鞘におさまったが、絵画は展示ホールの後ろにある50フィートの木枠に保管されたため、天候と火災による被害を受けた。その後、状態が悪化した姿で1910年にニューアークの実業家、アルバート・J・ハーン（Albert J. Hahne）が購入した。ハーンは1911年にこの絵をニューアークのデパートで部分展示したほか、ニューヨーク市、ボルティモア、メリーランド州、ワシントンD.C.の政府の建物でも部分展示された。ボルティモア展ではジョージ・ピケットの未亡人、サリー・ピケット（Sallie Pickett）が夫の経験について講演した。

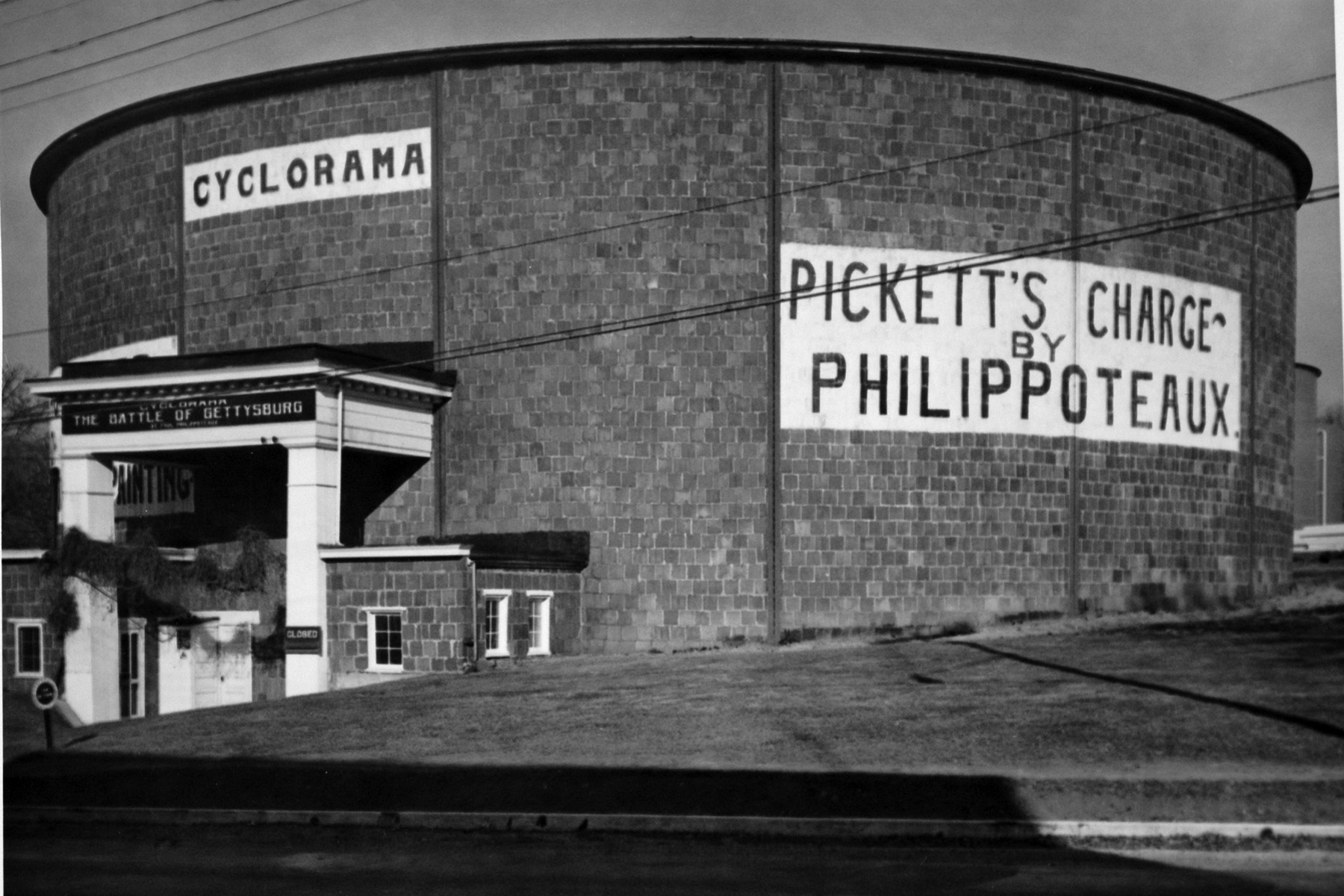
ボルティモア通りのオリジナル・サイクロラマ・ビル

1894年、チェイスとエバーハートは、ゲティスバーグの州兵収容所でサイクロラマを展示した。1913年には完全な円形のかたちで公開され、1942年にアメリカ合衆国国立公園局によって購入された。2回目の修復の後、1961年にリチャード・ノイトラによってジーグラーズ・グローブ（Ziegler's Grove）に建てられた施設に移管された。

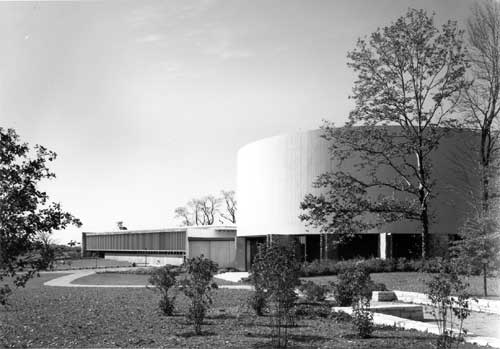
ジーグラーズ・グローブのサイクロラマ・ビル (2013年解体)

展示は2005年に建物が3回目の修復のために閉鎖されるまで一般公開されていた。1200万ドルをかけた修復ののち、絵画の26のセクションは円形の手すりから吊るされた14枚の元のパネルの形状が再現され、下部がわずかに拡がっている。修復の過程で、切り取られた12本の足のオリジナルが発見され、垂直方向に14フィートある空も復元された。
この絵画の修復と同時に、1863年に戦闘が行われた地域から離れたハント・アヴェニューの新しいゲティスバーグ博物館とビジター・センターを収容する施設が建設された。復元されたサイクロラマは2008年9月に一般公開された。老朽化したジーグラーズ・グローブの建物の解体が発表されると、歴史家やモダニズム建築愛好家の間で論争が起きたが、建物は2013年に解体され、建物は戦時中の外観に戻された。